# Лишуй
Лишу́й (кит. упр. 丽水, пиньинь Líshuǐ) — городской округ в провинции Чжэцзян КНР.

## История
Во времена империи Суй в 589 году здесь была создана область Чучжоу (处州), в 592 году переименованная в Кочжоу (括州), а в 607 году — в округ Юнцзя (永嘉郡).
После смены империи Суй на империю Тан в 621 году вновь была создана область Кочжоу. В 742 году она была переименована в округ Цзиньюнь (缙云郡), но уже в 758 году снова стала областью Кочжоу, а в 779 году — областью Чучжоу.
После монгольского завоевания область была в 1276 году преобразована в Чучжоуский регион (处州路). После свержения власти монголов он был в 1359 году преобразован в Аньнаньскую управу (安南府), вскоре переименованную в Чучжоускую управу (处州府). После Синьхайской революции в Китае была проведена реформа структуры административного деления, в ходе которой управы были упразднены, и в 1912 году Чучжоуская управа прекратила своё существование.
Во время японо-китайской войны в уезде Юньхэ с мая 1942 года по сентябрь 1945 года размещались гоминьдановские власти провинции Чжэцзян.
После образования КНР в 1949 году был создан Специальный район Лишуй (丽水专区), состоящий из 8 уездов. В 1952 году он был расформирован: уезды Лишуй, Юньхэ, Цзиннин, Цинъюань и Лунцюань перешли в состав Специального района Вэньчжоу (温州专区), уезды Сюаньпин и Сунъян — в состав Специального района Цюйчжоу (衢州专区), уезд Цзиньюнь — в состав Специального района Цзиньхуа (金华专区). В 1958 году уезд Сюаньпин был разделён между уездами Уи и Лишуй, уезд Цинъюань был присоединён к уезду Лунцюань, уезд Сунъян был присоединён к уезду Суйчан, а уезд Юньхэ был разделён между уездами Цзиннин, Лунцюань и Лишуй. В 1960 году уезд Цзиннин был присоединён к уезду Лишуй. В 1962 году был воссоздан уезд Юньхэ, в который вошли также земли бывшего уезда Цзиннин.
В 1963 году Специальный район Лишуй был воссоздан: в его состав перешли уезды Лишуй, Лунцюань, Юньхэ и Цинтянь из состава Специального района Вэньчжоу, и уезды Суйчан и Цзиньюнь из состава Специального района Цзиньхуа.
В 1973 году был воссоздан уезд Цинъюань, а Специальный район Лишуй был переименован в Округ Лишуй (丽水地区).
В 1982 году был воссоздан уезд Сунъян.
В июне 1984 года из уезда Юньхэ были выделены земли бывшего уезда Цзиннин, на которых был образован Цзиннин-Шэский автономный уезд.
В марте 1986 года уезд Лишуй был преобразован в городской уезд.
В декабре 1990 года уезд Лунцюань был преобразован в городской уезд.
Постановлением Госсовета КНР от 20 мая 2000 года были расформированы округ Лишуй и городской уезд Лишуй, и образован городской округ Лишуй; территория бывшего городского уезда Лишуй стала районом Ляньду городского округа Лишуй.

## Административно-территориальное деление
Городской округ Лишуй делится на 1 район, 1 городской уезд, 6 уездов, 1 автономный уезд:
| Карта                                                                                          | Карта                          | Карта          | Карта                    | Карта            | Карта         |
| ---------------------------------------------------------------------------------------------- | ------------------------------ | -------------- | ------------------------ | ---------------- | ------------- |
| Ляньду Цинтянь Цзиньюнь Суйчан Сунъян Юньхэ Цинъюань Цзиннин-Шэский · автономный уезд Лунцюань |                                |                |                          |                  |               |
| Статус                                                                                         | Название                       | Иероглифы      | Пиньинь                  | Население (2010) | Площадь (км²) |
| Район                                                                                          | Ляньду                         | 莲都区         | Liándū qū                |                  |               |
| Городской уезд                                                                                 | Лунцюань                       | 龙泉市         | Lóngquán shì             |                  |               |
| Уезд                                                                                           | Цинтянь                        | 青田县         | Qīngtián xiàn            |                  |               |
| Уезд                                                                                           | Цзиньюнь                       | 缙云县         | Jìnyún xiàn              |                  |               |
| Уезд                                                                                           | Суйчан                         | 遂昌县         | Suìchāng xiàn            |                  |               |
| Уезд                                                                                           | Сунъян                         | 松阳县         | Sōngyáng xiàn            |                  |               |
| Уезд                                                                                           | Юньхэ                          | 云和县         | Yúnhé xiàn               |                  |               |
| Уезд                                                                                           | Цинъюань                       | 庆元县         | Qìngyuán xiàn            |                  |               |
| Цзиннин-Шэский автономный уезд                                                                 | Цзиннин-Шэский автономный уезд | 景宁畲族自治县 | Jǐngníng Shēzú zìzhìxiàn |                  |               |

## Транспорт
В июле 2025 года открылся региональный аэропорт «Лишуй».